# Koczka György (dramaturg)
Koczka György (Karánsebes, 1938. július 28. –  2015. június 15.) romániai magyar dramaturg, műfordító, szerkesztő.

## Életútja
Középiskolát Temesvárt végzett (1955), egy évig a Bolyai Tudományegyetem magyar nyelv- és irodalom szakos hallgatója. Az 1956 őszi kolozsvári diákszervezkedésekben való részvétele miatt elítélték, börtönbüntetését Szamosújváron töltötte (1956–59), majd állatgondozó kényszerlakhelyén, a Bărăganon. 1961-től a temesvári Nyomdaipari Vállalat ofszet-gépmestere, levelező tagozaton elvégezte a marosvásárhelyi Pedagógiai Főiskolán a magyar–román szakot. 1969-től a Temesvári Állami Magyar Színház kellékese, majd ügyelője, 1970-től irodalmi titkára. Színházi tárgyú írásait az aradi Vörös Lobogó és a temesvári Szabad Szó közölte, utóbbiban 1985-től Színházi Kiskalauz című heti rovata volt. Művelődési elképzeléseit Színház és kultúra c. írásában (Igaz Szó, 1971/2) foglalta össze.
1989 decemberében Fall Ilona színésznővel megindította s pár hónapon át vezette a Temesvári Rádió magyar nyelvű egyórás műsorát. A Csiky Gergely nevét felvevő temesvári Állami Magyar Színház élén 1990 elején az átmeneti „igazgatói triumvirátus” tagja. 1990 őszétől a Román Televízió magyar nyelvű adásának tudósító-szerkesztője, irodalmi rovatának vezetője. 1991 nyarától a Temesvári Állami Német Színház irodalmi referense is.
Román színműírók darabjait sorozatosan fordította magyarra a Temesvári Állami Magyar Színház számára. Drámafordításai között szerepel Ionel Hristea Kedves boldogtalanságom (1970), Mircea Ștefănescu Egy fiú, egy leány (1970), Ion Băieșu Én vagyok-e én? (1974), Aurel Baranga Közérdek (1975), Marin Sorescu Ősanya (1976), Paul Everac Rend a lelke mindennek (1982), Ion Minulescu Lassan a testtel (1984), Mihail Sadoveanu Boldog békenapok (1986), Tudor Popescu Romantikus lélek (1987) c. darabja.